# Alan McManus
Alan Joseph McManus (* 21. Januar 1971 in Glasgow) ist ein ehemaliger schottischer Snookerspieler. Ab 1990 war er 31 Jahre lang Snookerprofi und gehörte von 1992 bis 2005 zu den Top 16 der Weltrangliste. Er gewann drei Titel der Profitour. Sein größter Erfolg war der Sieg beim Masters 1994, mit dem er die 5-jährige Siegesserie seines Landsmanns Stephen Hendry bei diesem Turnier beendete. Mit 50 Jahren beendete er 2021 seine Spielerkarriere und setzte seine bereits zuvor begonnene Tätigkeit als Fernsehkommentator fort.

## Karriere

### Anfänge und erste Profijahre
Mit 13 oder 14 Jahren begann Alan McManus mit dem Snooker, als er in seiner Heimatstadt Glasgow einen Club entdeckte, der einen Anfängerkurs anbot. Es zeigte sich sein Talent und schon als Jugendspieler gehörte er zu den besten Spielern seines Jahrgangs. Mit 16 Jahren stand er im Finale der nationalen U-19-Meisterschaft und mit 19 Jahren wurde er schottischer Meister. Außerdem stand er 1990 im Finale der englischen Amateurmeisterschaft, dem ältesten Snookerturnier der Welt, das er aber mit 11:13 gegen den Nordiren Joe Swail verlor. Es war erst das zweite Finale in der Geschichte des Turniers, an dem kein Spieler aus England beteiligt war. Nach diesen Erfolgen nahm er an den Professional Play-offs teil, um sich für die Profiturniere zu qualifizieren. Er besiegte Peter Donegan und Dave Harold und sicherte sich mit einem 10:1-Sieg über den langjährigen Profi Dennis Hughes einen von acht freien Plätzen auf der Profitour.
Gleich in seinem allerersten Profimatch beim International One Frame Shoot-out 1990 gelang ihm ein Ein-Frame-Sieg gegen den Weltranglistenersten Stephen Hendry und danach der Einzug ins Halbfinale. Bei seinem ersten großen Turnier, der UK Championship, schlug er erfahrene Spieler wie Dennis Taylor, Silvino Francisco und Jimmy White, bevor ihn Hendry im Halbfinale stoppte. Direkt im Anschluss gewann er das Qualifikationsturnier für das Masters, an dem alle Profis außerhalb der Top 16 teilnehmen konnten. Im Finale besiegte er James Wattana mit 9:5. Er besiegte auch Alain Robidoux in der Wild-Card-Runde und zog ins Masters-Hauptturnier ein, verlor dann aber sein erstes Spiel in der Runde der letzten 16. Den Kanadier Robidoux hatte er auch beim Classic geschlagen und war bei diesem Turnier ebenfalls ins Achtelfinale eingezogen. Dasselbe Ergebnis erreicht er bei seiner ersten Weltmeisterschaft zum Saisonende. Unter anderem mit Siegen über Jason Ferguson, Tony Drago und Willie Thorne qualifizierte er sich auf Anhieb für die Finalrunde im Crucible. Gegen den Weltranglistensechsten Terry Griffiths führte er in Runde eins lange und lag schon 10:7 vorne, bevor ihn der Waliser einholte und in einem knappen Decider noch mit 13:12 bezwang. Für seinen erfolgreichen Profistart wurde er vom Weltverband als bester Nachwuchsspieler (WPBSA Young Player of the Year) ausgezeichnet.
Seine zweite Saison als Profi begann er damit bereits als Nummer 41 der Weltrangliste. Beim Classic erreichte McManus in dieser Spielzeit das Viertelfinale, beim Grand Prix sein zweites Halbfinale und bei den Asian Open stand er erstmals in einem Ranglistenfinale. Steve Davis verhinderte aber seinen ersten Titelgewinn durch einen klaren 9:3-Sieg. Bei der UK Championship verlor er allerdings sein Auftaktmatch und es gab auch einige weitere frühe Niederlagen. Erst bei der WM folgte wieder ein großer Erfolg. Unter anderem Siege über Alex Higgins und Mike Hallett brachten ihm den zweiten Crucible-Einzug im zweiten Jahr. Ein 13:10 über Mick Price bedeutete seinen ersten Endrundenerfolg und gegen den Weltranglistenvierten John Parrott gewann er anschließend im Decider mit 13:12. Gegen Jimmy White verlor er dann aber das Halbfinale klar mit 7:16. Nach zwei Jahren gehörte der Schotte damit bereits zu den Top 16 der Welt und hatte in der Rangliste Platz 13 eingenommen.

### Jahre als Nummer 6 der Weltrangliste

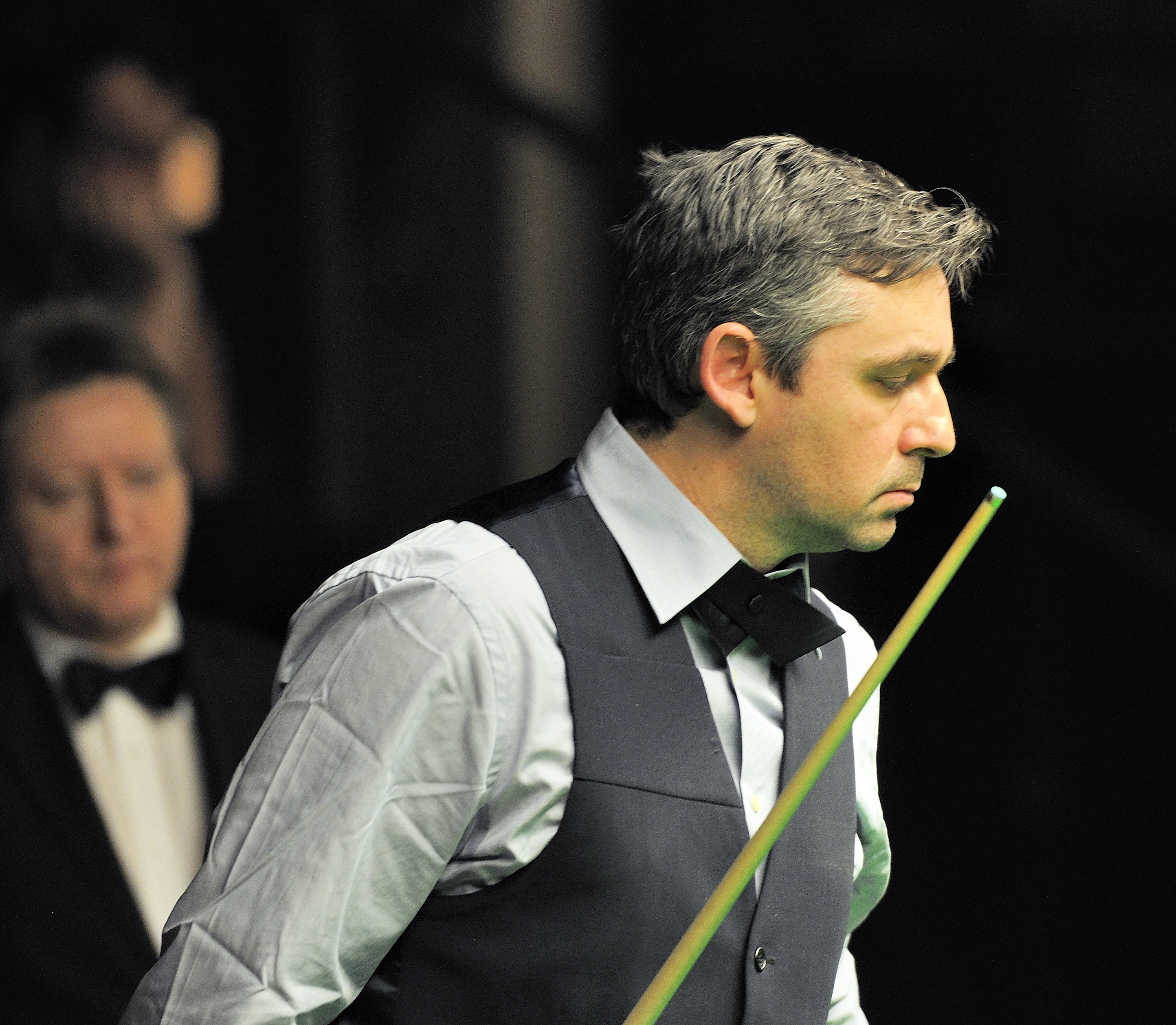
German Masters 2014

In der Saison 1992/93 bestätigte McManus seine sehr guten Leistungen, aber kurz vor dem ersten großen Erfolg gab es immer wieder einen Rückschlag. Beim Dubai Classic, dem Grand Prix, der UK Championship, dem World Matchplay und dem Masters erreichte er jeweils das Halbfinale und verlor dann oft klar. Bei der Benson and Hedges Championship, der European League, den Welsh Open und dem Irish Masters kam er ins Finale und unterlag. Bei der Weltmeisterschaft war er erstmals direkt qualifiziert und kam zum zweiten Mal in Folge ins Halbfinale, wo er sich Stephen Hendry deutlich mit 8:16 geschlagen geben musste. Er hatte zwar alle Spieler aus den Top 8 der Weltrangliste in dieser Spielzeit mindestens einmal geschlagen, in den entscheidenden Spielen konnte er sich aber nicht durchsetzen. Nach seinen vielen Topergebnissen gehörte er aber ab dieser Saison selbst zu den Top 8 und wurde als Ranglistensechster geführt.
Bei all den schnellen sportlichen Erfolgen hatte McManus zu Beginn seiner Karriere Pech in finanzieller Hinsicht. Die Gesellschaft, die er zu seinem Profistart gegründet hatte, musste nach zwei Jahren Insolvenz anmelden und viel Geld ging verloren. Er trennte sich von seinem Manager, den er wegen Geldforderungen verklagte, und ließ sich danach von seinem Onkel als Vertrauensperson betreuen. In seinem Sport brachte ihn das aber nicht aus der Bahn.
Beim ersten Turnier der neuen Saison, dem Scottish Masters 1993, stand er dann so nah wie noch nie vor seinem ersten Turniersieg. Das Finale gegen Ken Doherty verlief bis zum 9:9 ausgeglichen, den Decider verlor er aber gegen den Iren. Das Welsh-Open-Finale verlor er zum zweiten Mal in Folge. Sein drittes Finale in dieser Saison war das Masters und dort traf er wieder auf Stephen Hendry. Der war seit 1989 bei diesem Turnier ungeschlagen und strebte seinen sechsten Masterssieg in Folge an. Bis zum 5:5 hatte McManus immer wieder vorgelegt, dann übernahm der Titelverteidiger die Führung. Aber McManus rettete sich knapp in den Entscheidungsframe und mit einem einzigen Break von 76 Punkten gewann er nach 7 Endspielniederlagen seinen ersten Profititel. Beim Irish Masters kam er noch ein weiteres Mal ins Finale, das zum dritten Mal in dieser Saison mit einem Decider endete. Diesen verlor er wieder mit 39:77 Punkten gegen Steve Davis. Drei weitere Halbfinals, aber auch eine Reihe schwächerer Ergebnisse wie das Aus im Achtelfinale bei der 1994 führten dazu, dass er sich in der Rangliste nicht verbesserte, aber auch nicht zurückfiel.
Die Saison 1994/95 begann mit einem Sieg beim Dubai Classic durch einen 9:6-Finalsieg gegen Peter Ebdon und damit dem ersten Sieg des Schotten bei einem Weltranglistenturnier. Es war aber sein einziges Topergebnis in dieser Spielzeit. Das Viertelfinale bei den International Open 1995 war sein zweitbestes Ergebnis bei Ranglistenturnieren. Auch beim Masters war im Viertelfinale Schluss. Das Achtelfinalergebnis bei der WM am Saisonende rettete ihm den Weltranglistenplatz. Im Jahr darauf machte ihm dann John Higgins den Platz als schottische Nummer 2 hinter Stephen Hendry streitig. Der 5:1-Niederlage im direkten Vergleich im ersten Saisonspiel beim Scottish Masters folgten Niederlagen beim Thailand Classic im Achtelfinale und zwei Halbfinalniederlagen beim Grand Prix und den German Open. Beim Masters war es Hendry, der ihn im Halbfinale stoppte. Bei den Thailand Open traf er auf keinen von beiden und konnte sein zweites Ranglistenturnier und insgesamt seinen dritten Titel gewinnen. Dabei musste er ab dem Viertelfinale in allen Runden über den Decider gehen und das Endspiel gewann er mit 9:8 gegen Ken Doherty. Die Weltmeisterschaft brachte dann die fünfte Niederlage im fünften Spiel gegen John Higgins, ein deutliches 5:13, bei dem er weitgehend chancenlos war. Higgins stieg danach auf Platz 2 der Weltrangliste und McManus hielt sich auf der 6.
Als Schwäche des Schotten wird beschrieben, dass er nicht so angriffslustig und wagemutig spielte, wie andere Spieler und dass er sich seine Siege erarbeiten musste. Er beherrschte aber alle Facetten des Spiels und seine besondere Stärke war das taktische Spiel. Berühmt war er für seine Fähigkeit, schwierige Snooker zu legen und sich umgekehrt selbst aus Snookern zu befreien. Sein Gespür für das Bild auf dem Tisch brachte ihm den Spitznamen „Angles“ ein, weil er die „Winkel“ beim Bandenspiel und in der Ablage beherrschte.
Die Saison 1996/97 begann vielversprechend. Zwar verlor er im Halbfinale des Asian Classic gegen Ronnie O’Sullivan, beim Scottish Masters kam er aber wieder ins Finale. Im November gewann er zusammen mit Hendry und Higgins als Team Schottland den World Cup, einen in größeren Abständen ausgetragenen Mannschaftswettbewerb. Bei der UK Championship, bei der er zuletzt immer früh ausgeschieden war, kam er ins Halbfinale. Danach folgten aber drei Erstrundenniederlagen bei Ranglistenturnieren, bei drei weiteren verlor er im Viertelfinale. Im Crucible gab es erneut eine Achtelfinalniederlage gegen den krassen Außenseiter Lee Walker. Damit konnte er erstmals seine zuvor erzielten Ergebnisse nicht verteidigen und er fiel auf Platz 10 zurück. Insbesondere zogen mit Mark Williams und Ronnie O’Sullivan zwei jüngere Spieler an dem inzwischen 26-Jährigen vorbei.

### Die späten 1990er Jahre
Dieses Kräfteverhältnis blieb auch in den nächsten Jahren erhalten. Die etablierten Topspieler und die nachrückenden Jungen verhinderten ein ums andere Mal weitere Erfolge. Beim Scottish Masters 1997 erreichte er zum dritten Mal das Finale dieses Turniers und verlor zum dritten Mal, diesmal mit 8:9 gegen Nigel Bond. Drei Viertelfinale in der Saison 1997/98 verlor er gegen Hendry, Doherty und Paul Hunter. O’Sullivan brachte ihm mit 13:4 seine fünfte Achtelfinalniederlage in Folge bei der Weltmeisterschaft bei. Trotzdem konnte er sich mit dieser Bilanz in den nächsten Jahren auf Platz 8 der Weltrangliste festsetzen. Die folgende Saison brachte ihm gleich zwei weitere Finale: bei den Irish Open und beim Thailand Masters. Beide Male verlor er gegen Mark Williams, der ihm auch noch zwei weitere Niederlagen bescherte. Einzig beim Masters 1999 gewann der Schotte, schied dann aber im Halbfinale aus. Auch beim China International erreichte er die Vorschlussrunde und schuf sich damit ein Polster bei den Weltranglistenpunkten.
In der Saison 1999/2000 brauchte er dieses Polster aber wieder auf. Das Viertelfinale bei den British Open zu Saisonbeginn war sein bestes Ergebnis. Es gab insgesamt 6 Auftaktniederlagen und von Oktober 1999 bis Februar 2000 verlor er 5 Partien in Folge.

### Kampf um die Top-16-Platzierung
In die nächste Saison startete McManus mit einem Halbfinale bei den British Open. Das konnte er zwar anschließend nicht bestätigen, aber drei Viertelfinals bei weiteren Ranglistenturnieren bedeuteten eine Stabilisierung auf hohem Niveau. Außerdem war der zweite Gewinn des Nation Cups im Team Schottland, zum zweiten Mal mit Stephen Hendry und John Higgins, ein weiterer Höhepunkt. Dann folgte aber ein ernüchterndes 2:10 gegen die Nummer 59 der Welt Patrick Wallace bei der Weltmeisterschaft. Er verpasste damit nicht nur zum ersten Mal in seiner Karriere ein WM-Achtelfinale, er verlor auch wertvolle Weltranglistenpunkte und fiel auf Platz 12. Im Jahr darauf erreichte er beim Masters ein weiteres Mal das Halbfinale, aber das brachte keine Punkte. Und weil er sonst nicht über das Viertelfinale hinauskam und bei der WM erneut sein Auftaktmatch verlor, ging es 3 weitere Plätze nach unten. Immerhin blieb er in den Top 16 und ersparte sich die Teilnahme an Qualifikationsrunden.
In der Saison 2002/03 gab es dann noch einmal einen Höhepunkt. Beim LG Cup erreichte er sein 15. Finale eines Profiturniers. Allerdings verlor er es gegen seinen Landsmann Chris Small. Da es sein letztes Finale war, blieb es bei 3 Titeln, die er in seiner Karriere gewinnen konnte. Zweimal erreichte er in dieser Spielzeit noch das Viertelfinale und bei der WM konnte er auch wieder ein Match gegen Nigel Bond gewinnen, womit er wieder auf Platz 10 stieg. Den Platz konnte er mit drei Achtelfinals und einem Viertelfinale bei den Welsh Open im Jahr darauf verteidigen. Aber 2004/05 hatte er viele Punkte zu verteidigen, die aus der Zweijahreswertung fielen, und er startete schwach in die Saison. Erst bei den China Open erreichte er mit Siegen über Higgins und Williams wieder ein Halbfinale, doch auch dass er bei der abschließenden WM zum dritten Mal überhaupt wieder das Viertelfinale erreichte, konnte sein erneutes Sinken in der Rangliste nicht verhindern.
Das Halbfinale bei der Northern Ireland Trophy 2005 brachte ihm in der neuen Spielzeit zwar Hoffnung, aber keine Ranglistenpunkte. Auch sein fünfter Einzug ins Halbfinale des Masters brachte ihn nicht weiter. Es war seine letzte Mastersteilnahme. Denn nur die Top 16 waren dafür qualifiziert, und weil er bei allen Ranglistenturnieren zusammen nur ein einziges Match gewann, fiel er mit 35 Jahren aus den Top 16 heraus.

### Fortsetzung der Profikarriere
Obwohl andere Spieler in seinem Alter über einen Rückzug nachdachten und das Profisnooker wegen wegfallender Sponsoren Ende der 2000er Jahre immer schwieriger wurde, blieb Alan McManus auch in den folgenden Jahren dem Snooker treu. Dabei war die Saison 2006/07 ein schwerer Rückschlag. Zwar zeigte das Erreichen des Halbfinals beim Grand Prix, dass er weiter mithalten konnte, das Turnier begann aber auch mit einer Gruppenphase. Bei den anderen Ranglistenturnieren musste er eine zusätzliche Qualifikationsrunde spielen und viermal erreichte er das Hauptturnier nicht. Unter anderem verpasste er zum ersten Mal auch den Einzug ins Crucible. Damit fiel er auch noch aus den Top 32, was für die folgenden Jahre noch eine weitere Qualifikationsrunde bedeutete. Immerhin konnte er die meist gewinnen und sich in der Rangliste einigermaßen stabil halten. Aber die Achtelfinals bei der Northern Ireland Trophy 2008 und dem World Open 2010 waren noch seine größten Erfolge. Ein Achtungserfolg war auch das Erreichen des Finals im ersten Turnier der Pro Challenge Series 2009, einer neben der Profitour laufenden Turnierserie für Profis, an der aber nur wenige Topspieler teilnahmen. Bei der 2010 eingeführten Players Tour Championship (PTC) schlug er sich ebenfalls ganz gut und erreichte bei den Kleinturnieren 2011 zweimal das Viertelfinale. Trotzdem erreichte er am Ende der Saison 2011/12 mit Platz 52 der Weltrangliste einen vorläufigen Tiefpunkt.

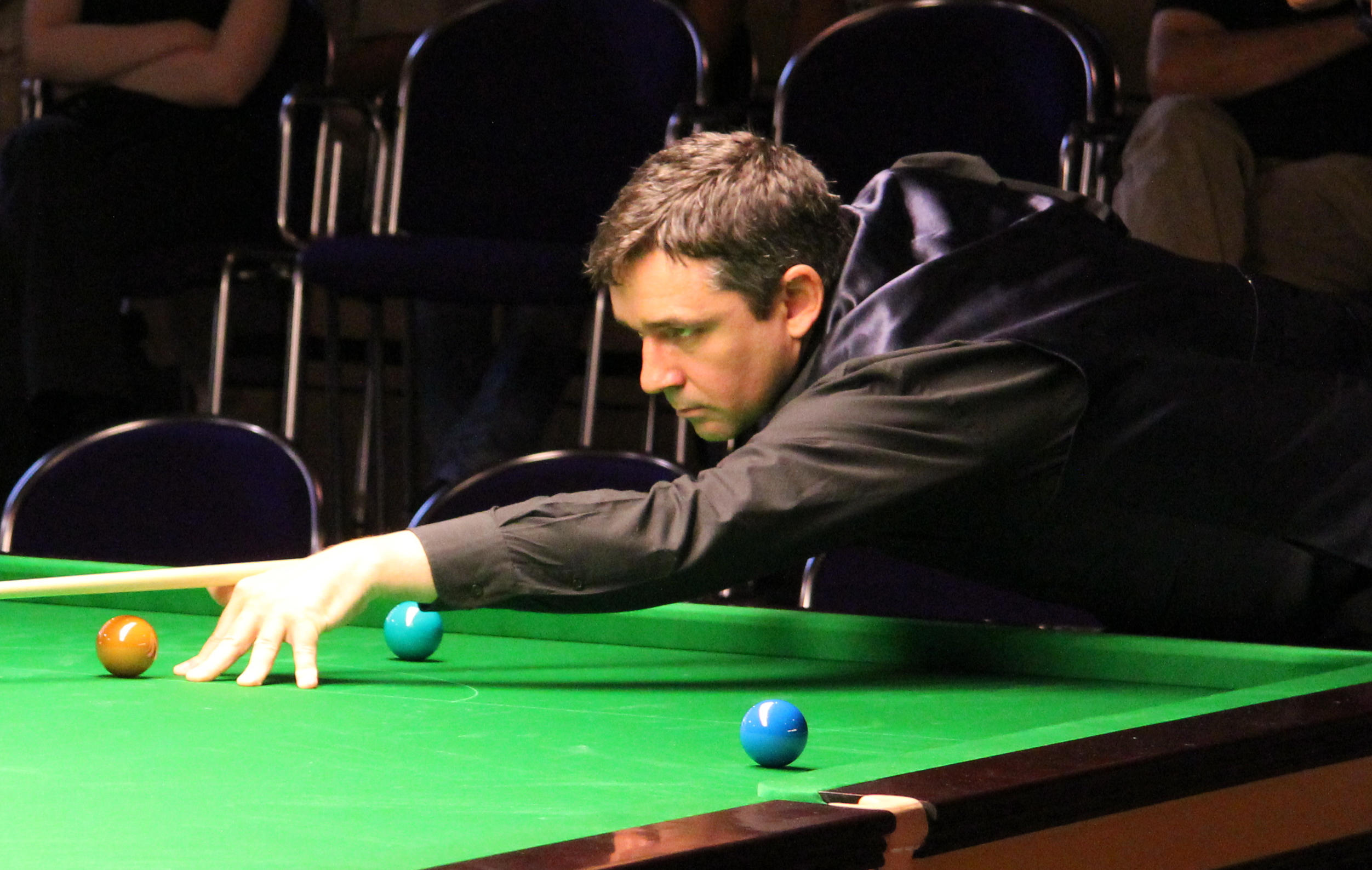
Paul Hunter Classic 2011

Die Wende kam im Jahr darauf. Zwei PTC-Viertelfinals folgte das Viertelfinale bei den Welsh Open 2013. Bei weiteren Ranglistenturnieren erreichte er die Hauptrunde und erstmals nach 6 Jahren kam er am Saisonende wieder ins Crucible. In der Saison 2013/14 war er Halbfinalist der zur Players Tour Championship gehörenden Yixing Open. Bei den World Open erreichte er bei einem vollwertigen Turnier das Viertelfinale und die Saison krönte er bei der Weltmeisterschaft. Ein Sieg über Mark Williams brachte ihm die Endrundenqualifikation und Siege über John Higgins und Ken Doherty den Einzug ins Viertelfinale, das er gegen den späteren Weltmeister Mark Selby verlor. Dies beförderte ihn innerhalb von zwei Jahren wieder in die Top 32.
Im folgenden Jahr konnte er daran anknüpfen und neben den Viertelfinals beim Shanghai Masters und dem Paul Hunter Classic erreichte er noch sechsmal das Achtelfinale und ein weiteres Mal die WM-Endrunde. 2015/16 stand er bei der Players Tour Championship zweimal im Viertelfinale. Bei den großen Ranglistenturnieren war er zwar nicht so erfolgreich, aber bei der Weltmeisterschaft krönte er die Saison. Bei seiner 20. Endrundenteilnahme schlug er, als ältester Turnierteilnehmer, seine Landsleute Stephen Maguire und John Higgins sowie Ali Carter, der ihn im Vorjahr aus dem Turnier geworfen hatte. Zum dritten Mal in seiner Karriere stand er damit im Halbfinale, 23 Jahre nach seinem letzten Mal und als ältester Spieler seit 30 Jahren. Seinen ersten Finaleinzug verwehrte aber der Chinese Ding Junhui. Mit 45 Jahren stieg McManus damit noch einmal bis auf Platz 20 der Rangliste.

### Letzte Jahre und Karriereende
Die Ranglistenpunkte durch den WM-Erfolg bedeuteten ein großes Polster, so dass er es verschmerzen konnte, dass in der folgenden Saison das Achtelfinale beim World Open sein einziges gutes Ergebnis war. Er verpasste auch die WM-Endrunde. Nach zwei Jahren fielen die Punkte aber aus der Wertung und das Achtelfinale bei der China Championship 2017 reichte gerade so, um die verlorenen Punkte durch 6 Auftaktniederlagen auszugleichen. Er rettete sich gerade noch auf Platz 64 der Weltrangliste. Nur die Top 64 behielten direkt ihren Profistatus.
In der Saison 2018/19 kam er gegen Ende noch ins Viertelfinale der China Open, viermal hatte er zuvor die Runde der Letzten 32 erreicht. Das reichte für ein weiteres Profijahr. Im Jahr darauf war es die abschließende Weltmeisterschaft, die ihn unter den Top 64 hielt. Zum 21. und letzten Mal erreichte er die Endrunde. Es war die erste WM während der COVID-19-Pandemie. Die Saison darauf fand unter Quarantänebedingungen und ohne Publikum statt und McManus gelangen nur noch einzelne Siege. Kurz vor seinem 50. Geburtstag entschied er, seine Spielerkarriere zu beenden und nach dem Aus in der Qualifikation zur Snookerweltmeisterschaft gab er nach 31 Profijahren seinen Rückzug offiziell bekannt.
In seinen aktiven Jahren in den 2010er Jahren begann McManus damit, den Snookersport auch abseits des Spieltischs zu begleiten. Lange Jahre war er der Fernsehkommentator für ITV zusammen mit Clive Everton. Später wurde er auch für die anderen beiden englischen Snookersender Eurosport UK und die BBC tätig. 2015 begann er auch einen Snookerblog im Internet.
Nach dem Rücktritt von Steve Davis übernahm McManus am 15. Februar 2017 seinen Platz als einer von zwei Spielervertretern im Vorstand des Snookerweltverbands (WPBSA). Davis wollte einem noch aktiven Spieler den Vorzug geben. Allerdings gab er den Posten am Jahresende aus Zeitmangel wieder auf.

## Erfolge

### Saisonübersicht
| Turnier               | 1990/91 | 1991/92 | 1992/93 | 1993/94 | 1994/95 | 1995/96 | 1996/97 | 1997/98 | 1998/99 | 1999/2000 | 2000/01 | 2001/02 | 2002/03 | 2003/04 | 2004/05 | 2005/06 | 2006/07 | 2007/08 | 2008/09 | 2009/10 | 2010/11 | 2011/12 | 2012/13 | 2013/14 | 2014/15 | 2015/16 | 2016/17 | 2017/18 | 2018/19 | 2019/20 | 2020/21 |
| --------------------- | ------- | ------- | ------- | ------- | ------- | ------- | ------- | ------- | ------- | --------- | ------- | ------- | ------- | ------- | ------- | ------- | ------- | ------- | ------- | ------- | ------- | ------- | ------- | ------- | ------- | ------- | ------- | ------- | ------- | ------- | ------- |
| Ranglistenposition    | –       | 41      | 13      | 6       | 6       | 6       | 6       | 10      | 8       | 8         | 8       | 12      | 15      | 10      | 10      | 12      | 19      | 38      | 37      | 41      | 46      | 51      | 52      | 49      | 29      | 23      | 20      | 29      | 64      | 50      | 48      |
| Triple-Crown-Turniere |         |         |         |         |         |         |         |         |         |           |         |         |         |         |         |         |         |         |         |         |         |         |         |         |         |         |         |         |         |         |         |
| UK Championship       | HF      | L96     | HF      | L64     | L64     | L64     | HF      | VF      | L64     | L64       | L32     | AF      | AF      | AF      | AF      | L32     | AF      | L64     | L48     | L64     | L64     | L64     | L80     | L64     | L128    | L64     | L64     | L64     | L32     | L32     | L128    |
| Masters               | AF      | NQ      | HF      | S       | VF      | HF      | AF      | AF      | HF      | AF        | AF      | HF      | AF      | AF      | AF      | HF      | NQ      | NQ      | NQ      | NQ      | NQ      | NQ      | NQ      | NQ      | NQ      | NQ      | NQ      | NQ      | NQ      | NQ      | NQ      |
| World Championship    | AF      | HF      | HF      | AF      | AF      | AF      | AF      | AF      | AF      | AF        | L32     | L32     | AF      | AF      | VF      | L32     | L48     | L48     | L48     | L48     | L48     | L64     | L32     | VF      | L32     | HF      | L80     | L48     | L80     | L32     | L112    |

| Legende | Legende                                                 | Legende | Legende                                                |
| ------- | ------------------------------------------------------- | ------- | ------------------------------------------------------ |
| S       | Turniersieger                                           | F       | Finalist                                               |
| HF      | Halbfinalist                                            | VF      | Viertelfinalist                                        |
| AF      | Achtelfinalist                                          | Lxxx    | Niederlage in der Runde der Letzten xxx (Hauptturnier) |
| Lxxx    | Niederlage in der Runde der Letzten xxx (Qualifikation) | NQ      | Nicht qualifiziert                                     |

### Turniersiege und Finalteilnahmen
17 Mal stand Alan McManus im Finale eines Profiturniers, 3 Mal holte er sich den Titel. Bei der Weltmeisterschaft erreichte er 3 Mal das Halbfinale, aber nie das Finale. Dieselbe Bilanz hatte er bei der UK Championship. Das Masters gewann er einmal, 5 weitere Male stand er im Halbfinale.
| Ausgang            | Jahr | Turnier                          | Finalgegner     | Ergebnis |
| ------------------ | ---- | -------------------------------- | --------------- | -------- |
| Ranglistenturniere |      |                                  |                 |          |
| Finalist           | 1992 | Asian Open                       | Steve Davis     | 3:9      |
| Finalist           | 1992 | Benson and Hedges Championship 1 | Chris Small     | 1:9      |
| Finalist           | 1993 | Welsh Open                       | Ken Doherty     | 7:9      |
| Finalist           | 1994 | Welsh Open                       | Steve Davis     | 6:9      |
| Sieger             | 1994 | Dubai Classic                    | Peter Ebdon     | 9:6      |
| Sieger             | 1996 | Thailand Open                    | Ken Doherty     | 9:8      |
| Finalist           | 1998 | Irish Open                       | Mark Williams   | 4:9      |
| Finalist           | 1999 | Thailand Masters                 | Mark Williams   | 7:9      |
| Finalist           | 2002 | LG Cup                           | Chris Small     | 5:9      |
| Einladungsturniere |      |                                  |                 |          |
| Finalist           | 1993 | Irish Masters                    | Steve Davis     | 4:9      |
| Finalist           | 1993 | Scottish Masters                 | Ken Doherty     | 9:10     |
| Sieger             | 1994 | Masters                          | Stephen Hendry  | 9:8      |
| Finalist           | 1994 | Irish Masters                    | Steve Davis     | 8:9      |
| Finalist           | 1996 | Scottish Masters                 | Peter Ebdon     | 6:9      |
| Finalist           | 1997 | Scottish Masters                 | Nigel Bond      | 8:9      |
| Andere             |      |                                  |                 |          |
| Finalist           | 1993 | European League                  | Jimmy White     | 7:10     |
| Finalist           | 2009 | Pro Challenge Series             | Stephen Maguire | 2:5      |

Teamwettbewerbe
Alan McManus spielte im Team  Schottland zusammen mit Stephen Hendry und John Higgins und 1999 zusätzlich mit Chris Small.
| Ausgang  | Jahr | Turnier     | Finalgegner | Ergebnis |
| -------- | ---- | ----------- | ----------- | -------- |
| Sieger   | 1996 | World Cup   | Irland      | 10:7     |
| Finalist | 1999 | Nations Cup | England     | 4:6      |
| Sieger   | 2001 | Nations Cup | Irland      | 6:2      |